# Gran Premio motociclistico degli Stati Uniti d'America 1991
Il Gran Premio motociclistico degli Stati Uniti d'America 1991 è stato la terza prova del motomondiale del 1991. Si tratta della nona edizione nella storia di questo GP, la sesta valevole per il motomondiale.
La gara della classe 500 viene vinta da Wayne Rainey, per lo statunitense del Marlboro Team Roberts, autore anche della pole e del giro veloce, si tratta della seconda vittoria stagionale e del terzo piazzamento a podio in tre gare corse. Secondo a quasi sette secondi di ritardo dal vincitore giunge l'australiano Mick Doohan su Honda NSR 500, terzo si posiziona invece Kevin Schwantz con la Suzuki RGV Γ 500 del team Lucky Strike Suzuki. La classifica di campionato vede i piloti giunti sul podio di questa gara nelle prime tre posizioni, con Rainey in testa con 55 punti, Doohan secondo con 51 e Schwantz terzo con 46.
Così come già accaduto al GP d'Australia, anche in questo GP sono solamente sedici i piloti titolari iscritti alla gara della classe 500. L'esiguo numero di partecipanti viene incrementato a 18 piloti, grazie all'assegnazione di wild card a due piloti: Richard Oliver e Robbie Petersen, ambedue corrono nel campionato statunitense con il team Roberts.
La gara della classe 250 viene divisa in due frazioni, in quanto è stata interrotta al 17 giro a causa della caduta del pilota britannico Kevin Mitchell, costringendo i commissari di gara a fermare temporaneamente la corsa per rimuovere la motocicletta. I risultati vengono pertanto stabiliti dalla sommatoria dei tempi delle due fasi di gara. In entrambe le manche risulta tagliare per primo il traguardo la Honda NSR 250 guidata da Luca Cadalora, che nel computo dei trenta giri totali sopravanza di 6 secondi Wilco Zeelenberg, con Loris Reggiani terzo staccato di oltre 15 secondi. Cadalora, giunto così alla sua terza vittoria stagionale in tre gare di campionato corse, mantiene la leadership della graduatoria piloti a punteggio pieno con 60 punti, al secondo posto si trovano Zeelenberg e Carlos Cardús, entrambi appaiati a 34 punti.
GP d'esordio per la classe sidecar, la prima gara stagionale viene vinta dall'equipaggio composto da Steve Webster e Gavin Simmons. Rolf Biland chiude la gara al quarto posto, nonostante una caduta in prova gli abbia procurato la frattura della clavicola.
Non prevista in questo GP la presenza della gara della classe 125.

## Classe 500

### Arrivati al traguardo
| Pos. | Nº | Pilota               | Squadra                | Motocicletta     | Giri | Tempo     | Griglia | Punti |
| ---- | -- | -------------------- | ---------------------- | ---------------- | ---- | --------- | ------- | ----- |
| 1º   | 1  | Wayne Rainey         | Marlboro Team Roberts  | Yamaha YZR 500   | 35   | 51'19.361 | 1º      | 20    |
| 2º   | 3  | Mick Doohan          | Rothmans Honda         | Honda NSR 500    | 35   | +6.974    | 4º      | 17    |
| 3º   | 34 | Kevin Schwantz       | Lucky Strike Suzuki    | Suzuki RGV Γ 500 | 35   | +16.603   | 3º      | 15    |
| 4º   | 8  | Jean-Philippe Ruggia | Yamaha Sonauto Mobil 1 | Yamaha YZR 500   | 35   | +19.931   | 10º     | 13    |
| 5º   | 7  | Eddie Lawson         | Cagiva                 | Cagiva C591      | 35   | +21.851   | 5º      | 11    |
| 6º   | 12 | Alex Barros          | Cagiva                 | Cagiva C591      | 35   | +25.091   | 7º      | 10    |
| 7º   | 5  | Wayne Gardner        | Rothmans Honda         | Honda NSR 500    | 35   | +35.069   | 6º      | 9     |
| 8º   | 6  | Juan Garriga         | Ducados Yamaha         | Yamaha YZR 500   | 35   | +43.188   | 9º      | 8     |
| 9º   | 20 | Adrien Morillas      | Yamaha Sonauto Mobil 1 | Yamaha YZR 500   | 35   | +53.613   | 8º      | 7     |
| 10º  | 27 | Didier de Radiguès   | Lucky Strike Suzuki    | Suzuki RGV Γ 500 | 35   | +1'03.059 | 13º     | 6     |
| 11º  | 97 | Richard Oliver       | Marlboro Team Roberts  | Yamaha YZR 500   | 34   | +1 giro   | 14º     | 5     |
| 12º  | 46 | Robbie Petersen      | Marlboro Team Roberts  | Yamaha YZR 500   | 34   | +1 giro   | 15º     | 4     |
| 13º  | 17 | Eddie Laycock        | Millar Racing          | Yamaha YZR 500   | 34   | +1 giro   | 16º     | 3     |
| 14º  | 16 | Cees Doorakkers      | HEK-Bauwmachines       | Honda RS 500     | 32   | +3 giri   | 17º     | 2     |
| 15º  | 13 | Niggi Schmassman     | Technotron             | Honda RS 500     | 31   | +4 giri   | 18º     | 1     |

### Ritirati
| Nº | Pilota        | Squadra                     | Motocicletta   | Giri | Griglia |
| -- | ------------- | --------------------------- | -------------- | ---- | ------- |
| 21 | Doug Chandler | Team Roberts Yamaha Castrol | Yamaha YZR 500 | 22   | 11º     |
| 10 | Sito Pons     | Campsa Honda                | Honda NSR 500  | 10   | 12º     |
| 19 | John Kocinski | Marlboro Team Roberts       | Yamaha YZR 500 | 6    | 2º      |

## Classe 250

### Arrivati al traguardo
| Pos. | Nº | Pilota               | Squadra                      | Motocicletta | Giri | Tempo     | Griglia | Punti |
| ---- | -- | -------------------- | ---------------------------- | ------------ | ---- | --------- | ------- | ----- |
| 1º   | 3  | Luca Cadalora        | Rothmans-Kanemoto Honda      | Honda        | 30   | 45'07.590 | 1º      | 20    |
| 2º   | 5  | Wilco Zeelenberg     | Sharp Sanson - Bieffe        | Honda        | 30   | +6.074    | 4º      | 17    |
| 3º   | 13 | Loris Reggiani       | Aprilia Unlimited Jeans      | Aprilia      | 30   | +15.044   | 2º      | 15    |
| 4º   | 2  | Carlos Cardús        | Repsol Honda - Cardús        | Honda        | 30   | +19.352   | 5º      | 13    |
| 5º   | 7  | Masahiro Shimizu     | Ajinomoto Honda - HRC        | Honda        | 30   | +25.933   | 9º      | 11    |
| 6º   | 18 | Andreas Preining     | ÖKM-Aprilia - SK Vöst        | Aprilia      | 30   | +38.725   | 8º      | 10    |
| 7º   | 6  | Martin Wimmer        | Lucky Strike Suzuki          | Suzuki       | 30   | +50.153   | 3º      | 9     |
| 8º   | 4  | Helmut Bradl         | HB Honda Racing Team Germany | Honda        | 30   | +53.263   | 6º      | 8     |
| 9º   | 11 | Àlex Crivillé        | Marlboro - JJ Cobas          | JJ Cobas     | 30   | +59.804   | 11º     | 7     |
| 10º  | 8  | Jochen Schmid        | Schuh-Zwafink Racing         | Honda        | 30   | +1'03.512 | 12º     | 6     |
| 11º  | 51 | Jean Pierre Jeandat  | Rothmans Honda France        | Honda        | 30   | +1'18.138 |         | 5     |
| 12º  | 15 | Carlos Lavado        | Team Greco                   | Yamaha       | 30   | +1'25.047 | 10º     | 4     |
| 13º  | 20 | Doriano Romboni      | HB Honda Racing Team Italy   | Honda        | 30   | +1'29.149 |         | 3     |
| 14º  | 30 | Harald Eckl          | JF Aprilia Kuhnert           | Aprilia      | 30   | +1'29.756 | 14º     | 2     |
| 15º  | 33 | Stefan Prein         | HB Honda Racing Team Germany | Honda        | 30   | +1'37.767 |         | 1     |
| 16º  | 23 | Jim Filice           |                              | Yamaha       | 30   | +1'39.633 | 15º     |       |
| 17º  | 32 | Bernard Haenggeli    |                              | Aprilia      | 30   | +1'40.754 |         |       |
| 18º  | 47 | Urs Jücker           |                              | Yamaha       | 30   | +1'46.428 |         |       |
| 19º  | 21 | Leon van der Heijden |                              | Honda        | 30   | +1'50.358 |         |       |
| 20º  |    | Jaime Mariano        |                              | Aprilia      | 30   | +2'03.170 |         |       |
| 21º  |    | Nick Ienatsch        |                              | Aprilia      | 30   | +2'18.819 |         |       |
| 22º  |    | Chris D'Aluisio      |                              | Aprilia      | 30   | +2'22.648 |         |       |
| 23º  |    | Rick Kirk            |                              | Honda        | 30   | +2'32.444 |         |       |
| 24º  | 45 | Corrado Catalano     |                              | Honda        | 30   | +2'38.468 |         |       |
| 25º  | 26 | John Cornwell        |                              | Yamaha       | 30   | +2'50.182 |         |       |
| 26º  | 74 | Mike Sullivan        |                              | Yamaha       | 29   | +1 giro   |         |       |
| 27º  |    | Ian Newton           |                              | Honda        | 28   | +2 giri   |         |       |

### Ritirati
| Nº | Pilota              | Motocicletta | Giri | Griglia |
| -- | ------------------- | ------------ | ---- | ------- |
| 9  | Pierfrancesco Chili | Aprilia      | 24   | 7º      |
| 16 | Alberto Puig        | Yamaha       | 17   |         |
|    | Frédéric Protat     | Aprilia      | 16   |         |
|    | Kevin Mitchell      | Yamaha       | 15   |         |
|    | Allan Scott         | Yamaha       | 10   |         |
|    | Rick Tripodi        | Yamaha       | 7    |         |
| 17 | Paolo Casoli        | Yamaha       | 1    | 13º     |

## Classe sidecar
Fonte:

### Arrivati al traguardo
| Pos. | Nº | Pilota          | Passeggero      | Costruttore   | Giri | Tempo     | Griglia | Punti |
| ---- | -- | --------------- | --------------- | ------------- | ---- | --------- | ------- | ----- |
| 1º   | 3  | Steve Webster   | Gavin Simmons   | LCR - Krauser | 30   | 47'03.220 | 2º      | 20    |
| 2º   | 1  | Alain Michel    | Simon Birchall  | LCR - Krauser | 30   | +9.465    | 1º      | 17    |
| 3º   | 17 | Darren Dixon    | Sean Dixon      | LCR - Krauser | 30   | +29.100   | 5º      | 15    |
| 4º   | 4  | Rolf Biland     | Kurt Waltisperg | LCR - Honda   | 30   | +32.018   | 4º      | 13    |
| 5º   | 8  | Markus Egloff   | Urs Egloff      | SMS - Krauser | 30   | +40.265   | 8º      | 11    |
| 6º   | 6  | Steve Abbott    | Shaun Smith     | LCR - Krauser | 30   | +43.759   | 6º      | 10    |
| 7º   |    | Ralph Bohnhorst | Bruno Hiller    | LCR - Krauser | 30   | +53.794   | 10º     | 9     |
| 8º   |    | Paul Güdel      | Charly Güdel    | LCR - Krauser | 30   | +1'17.234 | 11º     | 8     |
| 9º   |    | René Progin     | Ivan Hunziker   | LCR - Krauser | 30   | +1'26.511 | 9º      | 7     |
| 10º  |    | Masato Kumano   | Eckart Rösinger | LCR - Yamaha  | 30   | +1'26.781 | 13º     | 6     |
| 11º  |    | Barry Brindley  | Graham Rose     | LCR - Yamaha  | 29   | +1 giro   | 12º     | 5     |
| 12º  |    | Frank Voigt     | Holger Voigt    | LCR - Krauser | 28   | +2 giri   |         | 4     |
| 13º  |    | Alfred Zurbrügg | Martin Zurbrügg | LCR - Yamaha  | 27   | +3 giri   | 15º     | 3     |

### Ritirati
| Pilota             | Passeggero      | Costruttore   | Giri | Griglia |
| ------------------ | --------------- | ------------- | ---- | ------- |
| Barry Smith        | David Smith     | Windle - ADM  | 23   |         |
| Theo van Kempen    | Jan Kuyt        | LCR - Krauser | 20   |         |
| Tony Baker         | Simon Prior     | LCR - Krauser | 18   |         |
| Derek Brindley     | Nick Roche      | LCR - Krauser | 15   | 14º     |
| Egbert Streuer     | Pete Essaf      | LCR - Krauser | 10   | 3º      |
| Yoshisada Kumagaya | Brian Houghton  | LCR - Krauser | 9    | 7º      |
| Werner Kraus       | Thomas Schröder | Busch - ADM   | 9    |         |
| Gary Thomas        | Gary Twenstrup  | LCR - Krauser | 3    |         |